# Малабарская амадина
Малабарская амадина (лат. Euodice malabarica), также носит названия индийская серебреклювка и малабарский фазанчик — небольшая воробьиная птица семейства вьюрковых ткачиков. Распространена в Южной и Юго-Западной Азии (как интродуцированный вид также в Пуэрто-Рико, на Гавайях и Тайване).

## Таксономия
Описавший вид в 1758 году Карл Линней приписал его к клестам, дав видовое название Loxia malabarica. В дальнейшем вид был причислен к семейству вьюрковых ткачиков и в 1862 году получил от Людвига Райхенбаха родовое имя Euodice. В середине XX века обитающая в Азии малабарская амадина была выделена в отдельный вид от населяющей Африку серебряноклювой амадины Euodice cantans. В работе 1964 года Колин Харрисон доказывает, что генетически представители рода Euodice относятся к роду муний. С этого момента как малабарская, так и серебряноклювая амадины классифицируются как представители рода Lonchura.

## Внешний вид
Малабарская амадина — небольшая птица. Длина тела до 11,5 см, вытянутого хвоста (в расправленном виде приобретающего клиновидную форму) до 5 см. Крыло в размахе чуть больше 5 см, длина лап до 2 см, конического клюва около 1 см.
Окраска самцов и чуть более мелких самок очень похожа. Оперение верхней части тела, включая кроющие, второстепенные и третьестепенные перья, землисто-бурого цвета. Первостепенные маховые перья и кончики крыльев чёрные. Кроющие перья надхвостья белые с чёрной оторочкой (иногда с красноватым или розоватым оттенком), перья хвоста ржаво-коричневые. Голова по бокам и нижняя часть тела грязно-белые или палевые, по бокам с неяркими вкраплениями рыжего (более насыщенными у самцов, чем у самок). Верхняя часть клюва свинцово-серого цвета, нижняя бледно-лиловая, ноги светлого лиловато-розового цвета. Радужка глаз тёмно-коричневая. Белое надхвостье позволяет уверенно отличать малабарскую амадину от других воробьиных птиц схожего размера и расцветки, делящих с ней ареал — серебряноклювой амадины в странах Аравийского полуострова, а также пустынного снегиря и короткопалого каменного воробья. В Индии взрослую малабарскую амадину можно перепутать с подростковой особью острохвостой бронзовой амадины, которую также характеризует белое надхвостье, но в целом окраска последней намного темнее.

Песня малабарской амадины представляет собой повторяющуюся короткую мелодичную трель, резко отличную от песни серебряноклювой амадины, издающей ещё более короткие обрывистые ноты без явной мелодии. Помимо этого, отмечены характерные для вида приветственные чирикания (в английской транскрипции передаваемые как chirrup), сигналы опасности и даже подобие разговора между представителями одного вида, представляющего собой повторяющиеся посвистывания.

## Ареал и образ жизни
Малабарская амадина широко распространена в Южной и Юго-Восточной Азии, включая Индию, Шри-Ланку, Бангладеш, Непал, Пакистан, Иран и восток Аравийского полуострова и на Гавайях. В Гималаях обитает на высотах до 1500 метров над уровнем моря. Встречается также в Афганистане и (в качестве интродуцированного вида) в большинстве стран Аравийского полуострова, Иордании, Израиле, Тайване, Пуэрто-Рико и на Гавайях. В родных для малабарской амадины странах её численность не поддаётся оценке, однако этот вид часто встречается в природе и, по-видимому, ему не угрожает опасность исчезновения. Также не рассматривается возможность сокращения популяции, которая оценивается как стабильная. Из стран, где этот вид был интродуцирован, численность на Тайване по грубым оценкам может достигать от 100 до 10 000 гнездящихся пар.
Малабарская амадина — общественная птица. Представители этого вида сбиваются в стаи на ночёвку и в период между брачными сезонами ночуют по несколько штук в одном гнезде. Наблюдаются такие виды поведения, как взаимная чистка перьев.
Начало брачного сезона совпадает с началом дождливого времени года Во время ухаживания самец поёт, расположившись на ветке или стволе практически вертикально, повернувшись к самке, и завлекательно помахивает перед ней пучком строительного материала. После формирования пары она строит гнездо неровной яйцевидной формы из травы и соломы с одним входным отверстием, выстеленное мягкой травой и перьями; строит в основном самка, а самец поставляет материал для гнезда. Гнездо может строиться на невысоком (до 3 м) дереве, в колючем кусте или на земле в куче веток. Отмечаются случаи, когда гнёзда амадин строились в основании гнёзд крупных хищных птиц — орлов и грифов. Часто используются брошенные гнёзда других вьюрков. В кладке от 3 до 8 (по данным одного автора — до 25) белых овальных яиц. Высиживание продолжается 19 дней. Только что вылупившиеся птенцы чёрного цвета, первые десять дней жизни проводят в гнезде в молчании, пока родители не перестают носить им пищу, так что наиболее активные пары успевают за сезон высидеть до четырёх кладок.
Рацион малабарской амадины составляют семена и беспозвоночные. Питаются птицы этого вида обычно небольшими стаями на открытой местности.